# Puchar Polski (województwo wielkopolskie) w piłce nożnej mężczyzn (2021/2022)
W sezonie 2021/2022 Puchar Polski na szczeblu regionalnym w województwie wielkopolskim składał się z 5 rund, w których wzięło udział 29 zespołów: 4 drużyny z III ligi, 20 zespołów z IV ligi oraz zwycięzcy 5 okręgów (Kalisz, Konin, Leszno, Piła i Poznań). Rozgrywki miały na celu wyłonienie zdobywcy Regionalnego Pucharu Polski w województwie wielkopolskim i uczestnictwo na szczeblu centralnym Pucharu Polski w sezonie 2022/2023.

## Uczestnicy
| III liga                                                                                | IV liga | IV liga | V liga | Klasa okręgowa                 |
| --------------------------------------------------------------------------------------- | --- | --- | --- | ------------------------------ |
| - Polonia Środa Wielkopolska - Sokół Kleczew - Jarota Jarocin - Pogoń Nowe Skalmierzyce | - Warta Międzychód - LKS Gołuchów - Victoria Września - Centra Ostrów Wielkopolski - KKS 1925 II Kalisz - Iskra Szydłowo - Obra Kościan - Tarnovia Tarnowo Podgórne - Olimpia Koło - Kotwica Kórnik | - Wilki Wilczyn - Victoria Ostrzeszów - Polonia 1908 Marcinki Kępno - Nielba Wągrowiec - Unia Swarzędz - Górnik Konin - Mieszko Gniezno - Huragan Pobiedziska - Korona Piaski - SKP Słupca | - Victoria Skarszew - OPP Kalisz - Orkan Chorzemin - OPP Leszno - Polonia Chodzież - OPP Piła - Przemysław Poznań - OPP Poznań | - Czarni Ostrowite - OPP Konin |

## 1/16 finału
Losowanie par 1/16 finału (oraz późniejszych faz) miało miejsce 19 listopada 2021 roku, natomiast mecze rozegrano w dniach 26-27 luty, 30 marca i 6 kwietnia 2022 roku. Polonia Środa Wielkopolska, Victoria Skarszew i Czarni Ostrowite otrzymali wolny los.
| 26 lutego 2022 | Victoria Września                                                          | 4:0   | Victoria Ostrzeszów |  |
| 14:00          | 20' Mateusz Goździaszek · 29', 74' Arkadiusz Wolniewicz · 38' Jakub Kwaśny | (3:0) |                     |  |

| 26 lutego 2022 | Tarnovia Tarnowo Podgórne                                          | 3:2   | Polonia 1908 Marcinki Kępno |  |
| 16:00          | 10' Michał Mikołajczak · 62' Paweł Bednarski · 65' Marcin Łażewski | (1:1) | 10', 47' Filip Latusek      |  |

| 27 lutego 2022 | Olimpia Koło | 0:2   | Centra Ostrów Wielkopolski                   |  |
| 11:00          |              | (0:1) | 17' Jakub Kłobusek · 75' Szymon Strączkowski |  |

| 30 marca 2022 | Orkan Chorzemin                                                                        | 6:1   | KKS 1925 II Kalisz |  |
| 16:00         | 18', 43' Piotr Bochinski · 27', 73' Patryk Buśko · 57' Jakub Gumny · 75' Marcin Siputa | (3:0) | 62' Wiktor Walczak |  |

| 30 marca 2022 | Mieszko Gniezno | 0:1   | Jarota Jarocin        |  |
| 16:00         |                 | (0:0) | 72' Jędrzej Ludwiczak |  |

| 30 marca 2022 | SKP Słupca | 3:0 (wo.) | Wilki Wilczyn |  |
| 16:30         |            |           |               |  |

| 30 marca 2022 | Nielba Wągrowiec                                                         | 4:1   | Górnik Konin                   |  |
| 16:30         | 43' Mateusz Sporek · 69', 79' Mateusz Rozmarynowski · 73' Jakub Kubiński | (1:0) | 84' (sam.) Mikołaj Słomczewski |  |

| 30 marca 2022 | Polonia Chodzież | 0:3 (wo.) | Pogoń Nowe Skalmierzyce |  |
| 16:30         |                  |           |                         |  |

| 30 marca 2022 | Unia Swarzędz                       | 4:0   | Iskra Szydłowo |  |
| 17:00         | 49', 75', 89', 90' Mikołaj Panowicz | (0:0) |                |  |

| 30 marca 2022 | LKS Gołuchów        | 1:2   | Obra Kościan                                 |  |
| 17:00         | 60' Michał Grzesiek | (0:0) | 90' Łukasz Bartkowiak · 90' Kacper Zydorczyk |  |

| 30 marca 2022 | Przemysław Poznań  | 1:2   | Kotwica Kórnik                                      |  |
| 17:30         | 35' Szymon Ślosarz | (1:1) | 31' (sam.) Bartosz Przebieracz · 61' Patryk Bordych |  |

| 30 marca 2022 | Warta Międzychód                     | 2:3   | Korona Piaski                                 |  |
| 17:30         | 13' Alex Gaweł · 51' Denis Maćkowiak | (1:1) | 20', 47' Szymon Słoma · 90' Piotr Sarbinowski |  |

| 6 kwietnia 2022 | Huragan Pobiedziska                       | 2:1   | Sokół Kleczew          |  |
| 18:30           | 52' Paweł Piceluk · 57' David Paku-Tshela | (0:1) | 32' Miłosz Matuszewski |  |

## 1/8 finału
Losowanie par 1/8 finału miało miejsce 19 listopada 2021 roku, natomiast mecze rozegrano 13 kwietnia 2022 roku.
| 13 kwietnia 2022 | SKP Słupca        | 1:0   | Tarnovia Tarnowo Podgórne |  |
| 17:00            | 9' Oskar Pietrzak | (1:0) |                           |  |

| 13 kwietnia 2022 | Orkan Chorzemin | 0:4   | Nielba Wągrowiec                                 |  |
| 17:00            |                 | (0:2) | 2', 21', 52' Rafał Leśniewski · 47' Ernest Korek |  |

| 13 kwietnia 2022 | Centra Ostrów Wielkopolski                                           | 4:1   | Obra Kościan     |  |
| 17:00            | 10' Jakub Michalski · 28' Jakub Kłobusek · 34', 41' Michał Kucharski | (4:1) | 12' Kacper Czuba |  |

| 13 kwietnia 2022 | Czarni Ostrowite        | 1:1 k. 5:4    | Pogoń Nowe Skalmierzyce |  |
| 17:00            | 65' (sam.) Adam Wasiluk | (0:0, k. 5:4) | 87' Daniel Kaczmarek    |  |

| 13 kwietnia 2022 | Kotwica Kórnik                         | 2:3   | Polonia Środa Wielkopolska                                   |  |
| 17:30            | 55' Gerard Pińczuk · 78' Dawid Urbanek | (0:1) | 3' Damian Buczma · 75' Adam Borucki · 81' Bartosz Bartkowiak |  |

| 13 kwietnia 2022 | Victoria Skarszew                                                                                        | 6:0   | Victoria Września |  |
| 18:00            | 16', 38' Patryk Palat · 56' Stajko Stojczew · 65' Jakub Jóźwiak · 68' Łukasz Miłek · 75' Kacper Zmyślony | (2:0) |                   |  |

| 13 kwietnia 2022 | Huragan Pobiedziska | 1:3   | Korona Piaski                                         |  |
| 18:30            | 82' Jakub Matusiak  | (0:0) | 52' Eryk Kunicki · 59' Szymon Słoma · 72' Jakub Nowak |  |

| 20 kwietnia 2022 | Unia Swarzędz | 0:3   | Jarota Jarocin                                |  |
| 17:00            |               | (0:1) | 36', 52' Piotr Stachowiak · 74' Antoni Prałat |  |

## 1/4 finału
Losowanie par ćwierćfinałowych miało miejsce 19 listopada 2021 roku, natomiast mecze rozegrano 27 kwietnia i 11 maja 2022 roku.
| 27 kwietnia 2022 | Czarni Ostrowite | 0:3   | Korona Piaski                                           |  |
| 17:30            |                  | (0:1) | 5' Igor Skowron · 47' Hubert Szymczak · 80' Jakub Nowak |  |

| 27 kwietnia 2022 | Victoria Skarszew                                                                 | 4:3   | Nielba Wągrowiec                                       |  |
| 18:00            | 7' Mateusz Stefaniak · 10' Stajko Stojczew · 20' Patryk Palat · 49' Jakub Jóźwiak | (3:1) | 45', 80' Stanisław Jarysz · 72' (sam.) Stajko Stojczew |  |

| 11 maja 2022 | Centra Ostrów Wielkopolski   | 1:1 k. 4:5    | Jarota Jarocin          |  |
| 18:00        | 41' (sam.) Jędrzej Ludwiczak | (1:0, k. 4:5) | 81' Krzysztof Bartoszak |  |

| 11 maja 2022 | SKP Słupca | 0:3   | Polonia Środa Wielkopolska                   |  |
| 18:00        |            | (0:1) | 42' Oskar Kozłowski · 68', 73' Jędrzej Drame |  |

## 1/2 finału
Losowanie par półfinałowych miało miejsce 19 listopada 2021 roku, natomiast mecze rozegrano 18 maja 2022 roku.
| 18 maja 2022 | Victoria Skarszew | 0:1   | Polonia Środa Wielkopolska |  |
| 18:00        |                   | (0:0) | 61' Jędrzej Drame          |  |

| 18 maja 2022 | Korona Piaski       | 2:2 k. 5:3    | Jarota Jarocin                              |  |
| 18:30        | 5', 15' Jakub Nowak | (2:1, k. 5:3) | 19' Mateusz Dunaj · 70' Krzysztof Bartoszak |  |

## Finał
Mecz finałowy odbył się 7 czerwca 2022 roku. W nim Polonia Środa Wielkopolska pokonała Koronę Piaski, dzięki czemu wygrała Regionalny Puchar Polski w woj. wielkopolskim i uzyskała możliwość gry na szczeblu centralnym w sezonie 2022/2023.
| 7 czerwca 2022 | Polonia Środa Wielkopolska                                                     | 4:0   | Korona Piaski |  |
| 18:00          | 25' Oskar Kozłowski · 33' Damian Buczma · 60' Jędrzej Drame · 77' Adam Borucki | (2:0) |               |  |